# 安德烈亚·帕伦蒂
安德烈亚·帕伦蒂（義大利語：Andrea Parenti，1965年4月26日—），意大利射箭运动员。他曾代表意大利参加1988年、1992年和1996年夏季奥林匹克运动会射箭比赛，其中在1996年奥运会收获一枚铜牌。